# TeraByte InfraRed Delivery

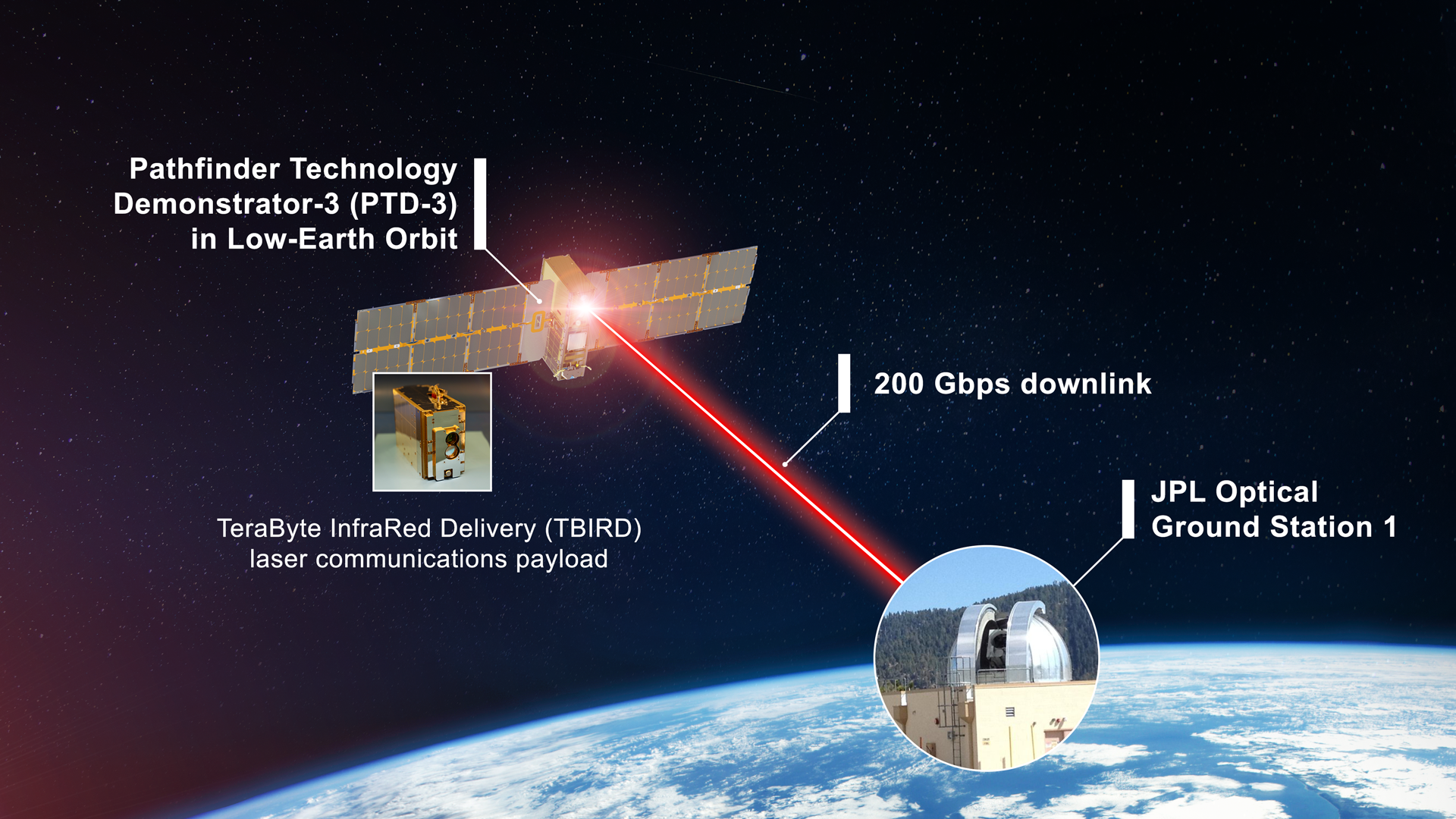
Schéma de la liaison optique(laser) entre le CubseSat TBIRD et la station terrienne de Table Mountain.

TeraByte InfraRed Delivery, généralement désigné par son acronyme TBIRD, est un système de communications spatial reposant sur un système optique (laser) miniaturisé expérimental développé par la NASA et installé à bord d'un nano-satellite de type CubeSat 6U. Placé en orbite terrestre basse le 25 mai 2022 à bord du nano-satellite TD-3, le terminal optique TBIRD a démontré sa capacité à transmettre des données vers une station terrestre avec un débit atteignant 100 et 200 gigabits/seconde et à transférer au cours du survol d'une station terrestre d'une durée de 5 minutes plus d'un teraoctets de données sans erreur.

## Contexte

### Des volumes de données de plus en plus importants produits par des satellites de plus en plus petits
L'orbite terrestre basse est le plus souvent retenue par les satellites d'observation de la Terre du fait de la faible distance avec la surface de la Terre qui permet d'obtenir la meilleure résolution spatiale. Les satellites placés sur cette orbite étaient traditionnellement des satellites de grande taille (masse > 500 kilogrammes) emportant un grand nombre d'instruments effectuant des mesures dans de multiples fréquence. Le volume cumulé des données produites peut être particulièrement important. Par exemple le satellite Terra de la NASA lancé en 1999 produit quotidiennement 200 gigaoctets de données. Les satellites n'emportant qu'un seul instrument peuvent également produire des volumes importants de données. Par exemple ICESat-2, lancé en 2018 et équipé d'un lidar, produit un volume de 70 gigaoctets obtenus après une compression de données significative. Le satellite NISAR, qui est équipé d'un radar à synthèse d'ouverture et qui doit être lancé en 2024, devrait générer au minimum 4300 gigaoctets de données par jour. La mission franco-américaine SWOT (lancée en 2023), un satellite de 200 kilogrammes, transférera vers le sol un volume quotidien de 900 gigaoctets résultant d'une compression de données d'un facteur 20.
Les applications spatiales ont de plus en plus recours à des satellites de petite taille mais qui produisent également des volumes considérables de données parfois du même ordre de grandeur que les gros satellites. Par exemple chaque session de 10 secondes du satellite radar ICEYE-X2 (70 kilogrammes) produit 2,4 gigaoctets de données. En cumulé, en partant de l'hypothèse d'un taux d'indisponibilité de 5%, cela représente 1000 gigaoctets de données à transférer. Même les CubeSats de quelques kilogrammes peuvent emporter des instruments générant des volumes considérables de données qui imposent une compression importante avant transfert. Mais les algorithmes de compression sont complexes et consomment des ressources importantes. Par exemple le CubeSat 6U RainCube, qui emporte un radar, produit 1100 gigaoctets de données (avec un taux d'indisponibilité de 25%) qui sont compressés à bord de manière à réduire le volume à transférer à 200 gigaoctets. Le CubeSat 6U GOMX-4B, qui emporte un imageur hyperspectral, produit chaque jour 1000 gigaoctets de données qui sont compressées d'un facteur 100 avant d'être transférées sur Terre.

### Les limites des systèmes de communication radio
On constate que les satellites, qu'ils soient de petite ou de grande taille, peuvent désormais devoir transférer quotidiennement  des volumes de l'ordre de 1000 gigaoctets et il est tout à fait envisageable que les volumes deviennent encore plus importants s'il n'y avait pas un goulot d'étranglement dans le système de communications utilisés actuellement. Deux modes d'échange de données entre satellite et les stations de réception existent aujourd'hui :
- Le transfert direct vers une station terrienne lorsque le satellite la survole.
- Le recours à un satellite relais, généralement placé sur une orbite géostationnaire qui réceptionne les données transmises par le satellite et les relaie à la station terrienne.

Le satellite relais permet un transfert en quasi temps réel (faible temps de latence), en permanence si on dispose d'un nombre de satellites relais suffisant ou sur une portion significative de l'orbite. Par contre, compte tenu de la distance entre d'une part l'orbite basse et l'orbite géostationnaire et d'autre part entre l'orbite géostationnaire et la station de réception, cette architecture nécessite que les terminaux utilisés pour les communications à bord des satellites et sur Terre soient de grande taille donc pesants et consomment beaucoup d'énergie. Le transfert direct au moment du survol de la station terrienne est par contre particulièrement intéressant pour les satellites de petite taille car la distance est faible et il ne nécessite que des terminaux de petite taille. Par contre la durée de la liaison, qui n'est possible que le temps du survol, est relativement brève, de l'ordre de quelques minutes par jour, ce qui limite de manière importante le volume de données transmis. Par exemple un satellite circulant à une altitude de 600 kilomètres avec une inclinaison orbitale de 51° transférant des données à une station terrienne située à une latitude de 41° sera survolée en moyenne 45 minutes par jour avec une hauteur au-dessus de l'horizon de 10° (en dessous de cette hauteur, les communications sont brouillées par l'épaisseur de la couche atmosphérique traversée par les ondes radio). Si le satellite dispose d'un émetteur radio reflétant l'état de l'art (100 mégabits / seconde), il pourra transférer environ 30 gigaoctets par jour. Pour dépasser cette limite, soit les données sont compressées à bord avec une dégradation de la qualité soit il faut multiplier les stations terriennes utilisées par le satellite entrainant une croissance notable des couts d'utilisation.

### Les apports d'une liaison optique
La technique des communications optiques par laser constitue une des solutions envisagées pour supprimer le goulot d'étranglement des liaisons entre le satellite et le sol. En utilisant un laser pour encoder et transmettre des données on peut  accroitre d'un facteur de 10 à 100 le débit de données par rapport à un système reposant sur les ondes radio.

### Les expériences de liaison spatiale optique de la NASA
TBIRD est un programme de la NASA qui s'inscrit dans une suite d'expériences technologiques menées par l'agence spatiale sur l'utilisation des liaisons optiques :   LLCD  (2013) liaison optique entre une sonde spatiale (LADEE) en orbite autour de la Lune et une station de réception terrestre, OPALS (2014) liaison optique entre la Station spatiale internationale et une station de réception terrestre, LCRD (depuis 2021) test d'une liaison optique passant par un satellite relais en orbite géostationnaire.

### Le projet TBIRD
Le projet TBIRD, qui a été initié par la NASA en 2018, a pour objectif de  tester la technologie des communications optiques dans une configuration de transfert direct entre un satellite utilisateur circulant sur une orbite basse et une station de réception sur Terre. Il est géré par le centre de vol spatial Goddard, établissement de la NASA. Le principal fournisseur des composants optiques est le Laboratoire Lincoln du Massachusetts Institute of Technology (MIT).

## Architecture de la mission
Les concepts du système de communication optique testé via le programme TBIRD ont été présentés pour la première fois en 2015. Il s'agit d'établir une liaison optique (laser) d'un débit supérieur à 100 gigabits par seconde entre un terminal de faible masse et de faible cout installé sur un satellite circulant sur une orbite basse et une station terrienne également équipée d'un terminal de taille réduite. La réduction de taille des terminaux utilisés par l'expérience TBIRD est rendue possible par l'étroitesse du faisceau optique et l'utilisation de technologies de télécommunications développées pour la fibre optique caractérisées par une forte intégration des composants. Pour cette démonstration le terminal est installé sur un nano-satellite d'une dizaine de kilogrammes qui ne dispose pour son pointage que de roues de réaction et d'un viseur d'étoiles. La précision du pointage obtenue est de l'ordre du degré alors que la liaison optique nécessite une précision de pointage 50 fois supérieure (20 microradians). Pour obtenir la précision de pointage voulue le processus suivant est mis en œuvre. D'abord la plateforme oriente le satellite en utilisant son système de contrôle d'attitude grossier puis le terminal TBIRD utilise une optique grand angle de 20 millimètres d'ouverture pour détecter et observer le faisceau infrarouge émis par la station de réception au sol et transmettre des instructions au système de contrôle d'attitude.

### Le nano-satellite PTD-3
Le nano-satellite nono-satellite Pathfinder Technology Demonstrator 3 (en français démonstrateur technologique pilote no 3), plus généralement désigné par son acronyme PTD-3, héberge la charge utile TBIRD est un CubeSat 6U (10x20x30 cm3) d'une masse d'environ 12 kilogrammes avec sa charge utile qui est fourni par la société Terran Orbital. Le satellite est stabilisé sur 3 axes à l'aide de roues de réaction, de capteurs solaires et d'un viseur d'étoiles. Le système de production d'énergie, qui repose sur des panneaux solaires déployés en orbite, fournit en moyenne 45 Watts sur une orbite et en pointe 180 Watts. Le satellite fait partie de la série des missions PTD (4 missions en date de 2021) de la NASA qui vise à tester de nouvelles technologiques pouvant être installés sur des CubeSats et qui utilisent toutes la plateforme 6U de Terran Orbital.

### Charge utile TBIRD
La charge utile TBIRD embarquée à bord du nano-satellite occupe un volume de 3U (la moitié du volume du satellite) et a une masse inférieure à 3 kilogrammes. Il comprend une optique séparée pour la liaison descendante de 200 gigabits/seconde (diamètre ouverture 22 millimètres) et pour la liaison montante de 2 kilobits/seconde (diamètre ouverture 23 millimètres) qui est également utilisée pour la réception du signal utilisé pour affiner le pointage du satellite.Le faisceau émis a une largeur de 450 microradians FWHM. La monture de la partie optique est réalisée en titane monolithique de manière à réduire le désalignement des éléments optiques durant le lancement (fortes accélérations) et les déformations thermiques durant le fonctionnement fort consommateur d'énergie. Les principaux composants et sous-ensembles ont été achetés sur étagère et sont à l'origine destinés à des applications terrestres. Ces composants comprennent les disques SSD, les émetteurs/récepteurs à fibre optique, l'amplificateur à fibre dopée à l'erbium. Un circuit logique programmable (FGPA) gèrent les interfaces entre les différents composants et implémente le traitement à haut débit des données. L'émetteur à fibre optique au cœur de TBIRD transforme les données  au format Ethernet en signal optique infrarouge (1550 nanomètres) avec multiplexage de longueur d'onde avec une puissance en sortie de 800 milliWatts. Le récepteur a une sensibilité élevée qui lui permet de déduire un bit de donnée après réception de 5 photons. Les perturbations atmosphériques qui peuvent nécessiter de réémettre les données sont traitées à l'aide d'un protocole standard ARQ (Automatic Repeat reQuest) : celui-ci repose sur un signal émis par la station terrienne dans la longueur d'onde 1500 nanomètres. La mémoire de masse d'une capacité de 2000 gigaoctets, utilisée pour stocker  les données à transmettre mais également pour conserver les télémesures, est constituée de quatre SSD du marché d'une capacité unitaire de 550 gigaoctets. La consommation électrique est d'environ 100 Watts durant les sessions de communication.

### Station de réception de Table Mountain

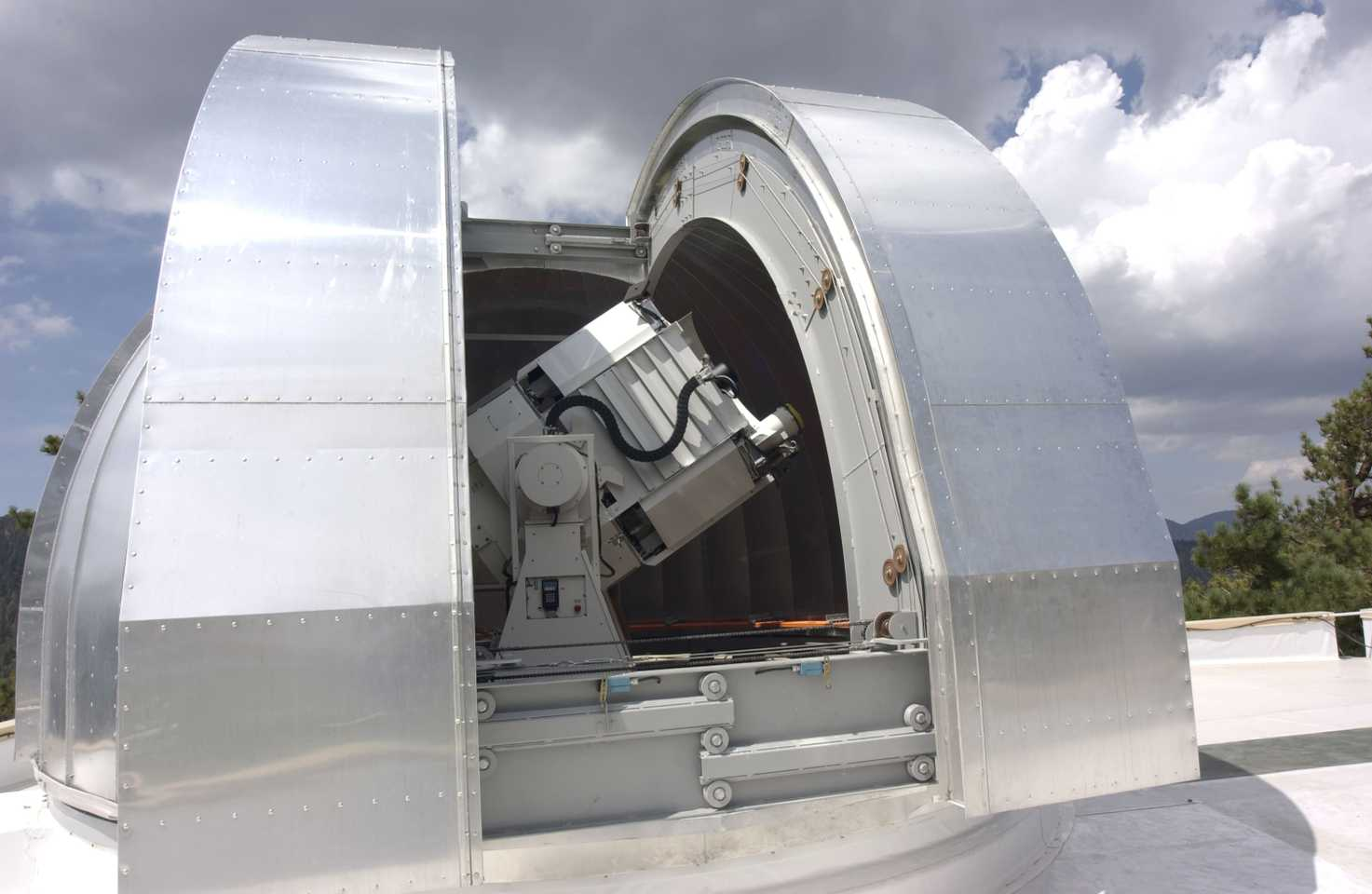
La station OGS no 1 de Table Mountain (Californie) utilisée pour l'expérience TBIRD.

La station terrienne OCTL utilisée est  située à Table Mountain en Californie et est gérée par le Jet Propulsion Laboratory. Cette station a été choisie en raison de la faible nébulosité de la région accentuée par l'altitude qui la place au-dessus des perturbations atmosphériques. La station est dotée d'un télescope d'un mètre d'ouverture disposant d'une optique adaptative et d'un plan focal de type Coudé. OCTL est également le terminal terrestre principal de l'expérience LCRD dont l'objectif est de tester une liaison optique passant par un satellite relais en orbite géostationnaire. Le terminal dispose d'une liaison montante optique (laser proche infrarouge de 1,5 microns). Le faisceau émis par 4 fenêtres du télescope a une largeur de 600 microradians FWHM,.

## Déroulement et résultats
Le nono-satellite TD-3 (Pathfinder Technology Demonstrator 3 ) embarquant le terminal optique TBIRD est placé sur une orbite héliosynchrone (altitude 530 kilomètres) le 25 mai 2022. En date de mai 2023, plus de 60 transferts de données ont été effectués entre le nano-satellite et la station terrienne au cours desquels  un débit de  200 gigabits/seconde a été atteint. Un grand nombre de ces transferts ont dépassé les 1000 gigaoctets. Un volume record de 4800 gigaoctets a été transféré en une seule passe. La consommation électrique atteint 80 Watts pour un débit de 100 gigaoctets/seconde et 100 Watts pour un débit de 200 gigabits/seconde. Cette consommation électrique entraine un échauffement de 3 à 4 °C par minute mais  l'isolation thermique de la partie optique limite l'augmentation de la température au niveau de ce composant sensible. Il a été calculé que la limite d'échauffement de certains composants serait atteinte au bout de 18 minutes alors que la durée des transferts n'a jamais dépassé 10 minutes. L'analyse des résultats montre que les mêmes taux de transfert pourraient être atteints avec des terminaux aux capacités plus réduites. Les responsables de l'expérience prévoient ainsi qu'un débit de 200 gigaoctets/seconde pourrait être obtenu avec un faisceau émis par le satellite de 100 microradians FWHM (contre 380 microradians utilisé par l'expérience) et une station de réception équipée d'un télescope de 25 centimètres (contre 100 centimètres pour l'expérience). Le débit pourrait atteindre 800 gigaoctets/seconde en portant la taille du télescope à 60 centimètres. Avec un diamètre de 25 centimètres, le télescope de la station terrienne pourrait se dispenser d'une optique adaptative couteuse